# Подборная (Курганская область)
Подборная — деревня в Белозерском районе Курганской области. Входит в состав Вагинского сельсовета.

## История
Основана в 1925 году. По данным на 1926 год выселок Подборное состоял из 39 хозяйств. В административном отношении входил в состав Вагинского сельсовета Белозерского района Курганского округа Уральской области.

## Население
| 1926 | 1989 | 2002 | 2010 |
| ---- | ---- | ---- | ---- |
| 195  | ↘118 | ↘114 | ↘41  |

По данным переписи 1926 года на выселке проживало 195 человек (103 мужчины и 92 женщины), в том числе: русские составляли 100 % населения.